# William Kent Krueger
Pour les articles homonymes, voir Kruger.
Œuvres principales
Aurora, Minnesota
William Kent Krueger, né le 16 novembre 1950 à Torrington dans le Wyoming, est un écrivain américain, auteur de roman policier. Il est principalement connu pour sa série de romans policiers mettant en scène Cork O'Connor, un policier de Chicago. En 2014, il remporte le prix Edgar-Allan-Poe du meilleur roman en 2014 pour Ordinary Grace.

## Biographie
Il est admis à l'Université Stanford de Californie, mais est renvoyé de l'institution après un conflit avec l'administration pendant les manifestations étudiantes du printemps 1970. Il exerce ensuite divers petits métiers avant de devenir un journaliste pigiste, puis écrivain à temps plein.
Admirateur et lecteur depuis sa jeunesse de la littérature américaine (John Steinbeck, Francis Scott Fitzgerald, James T. Farrell et Harper Lee), il se lance dans l'écriture en avouant l'empreinte du style d'Ernest Hemingway sur ses œuvres. En littérature policière, il reconnaît les influences de Tony Hillerman et de James Lee Burke. Il crée en 1998 le personnage de Cork O'Connor, un policier de Chicago qui est moitié Irlandais, moitié Ojibwé.
Il obtient le prix Edgar-Allan-Poe du meilleur roman en 2014 pour Ordinary Grace, roman qui ne fait partie de la série avec Cork O'Connor.

## Œuvre

### Romans

#### SérieCork O'Connor
- Iron Lake (1998) Publié en français sous le titre Aurora, Minnesota, traduit par Philippe Aronson, Paris, Le Cherche midi, coll. « Thrillers », 2011, 509 p.  (ISBN 978-2-7491-1838-3) ; réédition, Pocket no 14771, 2012
- Boundary Waters (1999) Publié en français sous le titre Les Neiges de la mort, traduit par Sophie Dalle, Paris, Éditions Pygmalion, coll. « Suspense », 2006, 369 p.  (ISBN 2-7564-0045-9)
- Purgatory Ridge (2001) Publié en français sous le titre À l’heure où blanchit la campagne, traduit par Sophie Dalle, Paris, Éditions Pygmalion, coll. « Suspense », 2007, 375 p.  (ISBN 978-2-7564-0064-8)
- Blood Hollow (2004) Publié en français sous le titre Blood Hollow, traduit par Sophie Aslanides, Paris, Le Cherche midi, coll. « Thrillers », 2012, 474 p.  (ISBN 978-2-7491-1841-3) ; réédition, Pocket no 14770, 2013
- Mercy Falls (2005)
- Copper River (2006)
- Thunder Bay (2007)
- Red Knife (2008)
- Heaven's Keep (2009)
- Vermilion Drift (2010)
- Northwest Angle (2011)
- Trickster's Point (2012)
- Tamarack County (2013)
- Windigo Island (2014)
- Manitou Canyon (2016)
- Sulfur Springs (2017)
- Desolation Mountain (2018)
- Lightning Strike (2021) (préquelle)
- Fox Creek (2022)
- Spirit Crossing (2024)

#### Autres romans
- The Devil's Bed (2003)
- Ordinary Grace (2013)
- This Tender Land (2019)
- The River We Remember (2023)

## Prix et nominations

### Prix
- Prix Anthony 1999 du meilleur premier roman pour Iron Lake[1]
- Prix Barry 1999 du meilleur premier roman pour Iron Lake[2]
- Prix Anthony 2005 du meilleur roman pour Blood Hollow[1]
- Prix Anthony 2006 du meilleur roman pour Mercy Falls[1]
- Prix Dilys 2008 pour Thunder Bay[3]
- Prix Anthony 2014 du meilleur roman pour Ordinary Grace[1]
- Prix Barry 2014 du meilleur roman pour Ordinary Grace[2]
- Prix Dilys 2014 pour Ordinary Grace[3]
- Prix Edgar-Allan-Poe 2014 du meilleur roman pour Ordinary Grace[4]
- Prix Lefty 2014 du meilleur roman américain pour Ordinary Grace[5]
- Prix Macavity 2014 du meilleur roman pour Ordinary Grace[6]
- Prix Lefty 2018 du meilleur roman américain pour Sulfur Springs[5]
- Prix Lefty 2022 du meilleur roman pour Lightning Strike[5]

### Nominations
- Prix Dilys 1999 pour Iron Lake[3]
- Prix Dilys 2000 pour Boundary Waters[3]
- Prix Barry 2002 du meilleur roman pour Purgatory Ridge[2]
- Prix Dilys 2002 pour Purgatory Ridge[3]
- Prix Barry 2006 du meilleur roman pour Mercy Falls[2]
- Prix Anthony 2008 du meilleur roman pour Thunder Bay[1]
- Prix Anthony 2009 du meilleur roman pour Red Knife[1]
- Prix Barry 2009 du meilleur roman pour Red Knife[2]
- Prix Macavity 2020 du meilleur roman pour This Tender Land[6]
- Prix Edgar-Allan-Poe 2024 du meilleur roman pour The River We Remember[4]
- Prix Sue Feder 2024 du meilleur roman policier historique pour The River We Remember[6]